# Klekotka (Kotlina Kłodzka)
Klekotka (niem.: Klapperberg) – wzniesienie 536 m n.p.m. w południowo-zachodniej Polsce, w Sudetach Środkowych, w Wzgórzach Rogówki

## Położenie
Wzniesienie położone w Sudetach Środkowych, we Wzgórzach Rogówki, we wschodnim krańcu Kotliny Kłodzkiej około 2,8 km na północ od centrum miejscowości Ołdrzychowice Kłodzkie.

## Charakterystyka
Klekotka, w kształcie niewielkiej rozciągniętej kopuły z łagodnymi zboczami, jest drugim pod względem wysokości wzniesieniem Wzgórz Rogówki, górującym od północnej strony nad miejscowością Rogówek. Wyrasta w środkowym fragmencie grzbietu Wzgórz Rogówki, w niewielkiej odległości od bliźniaczego bezimiennego niższego wzniesienia, położonego po północno-zachodniej stronie, od którego jest oddzielona niewielkim siodłem. Wzgórze ma postać małego grzbietu o przebiegu N-E. Powierzchnia jest tak wyrównana, że najwyższy punkt wzniesienia jest trudno rozpoznawalny. 
Podłoże wzniesienia zbudowane jest z granitoidów masywu kłodzko-złotostockiego, głównie z granodiorytów amfibolowych. Zbocza wzniesienia pokrywa warstwa młodszych osadów z okresu zlodowaceń plejstoceńskich – osadów powstałych w chłodnym, peryglacjalnym klimacie. 
Całe wzniesienie oraz część jego zbocza porasta las iglasty z niewielką domieszką  drzew liściastych. Pozostałą część zboczy zajmują pola uprawne i łąki. Ciągi drzew i krzaków, rosnące na zboczach, wyznaczają dawne miedze i polne drogi. U podnóża wzniesienia, po południowej stronie, znajduje się niewielka wieś – Rogówek. Położenie oraz kształt wzniesienia czynią je rozpoznawalnym w terenie. 

## Historia
Dawniej wzniesienie stanowiło cel wycieczek z Ołdrzychowic Kłodzkich. W 1800 roku, w związku z pobytem królowej pruskiej Luizy w Ołdrzychowicach Kłodzkich, w rezydencji hrabiego A. Alexandera von Magnisa, na szczycie Klekotki wzniesiono altanę. Obecnie wzniesienie jest pomijane przez turystów.

## Turystyka
Południowym podnóżem wzniesienia, w znacznej odległości od szczytu, przechodzi  szlak turystyczny im. J. Szczypińskiego, prowadzący z Ołdrzychowic Kłodzkich przez Przełęcz Droszkowską do Złotego Stoku.